# Bruce Dickinson

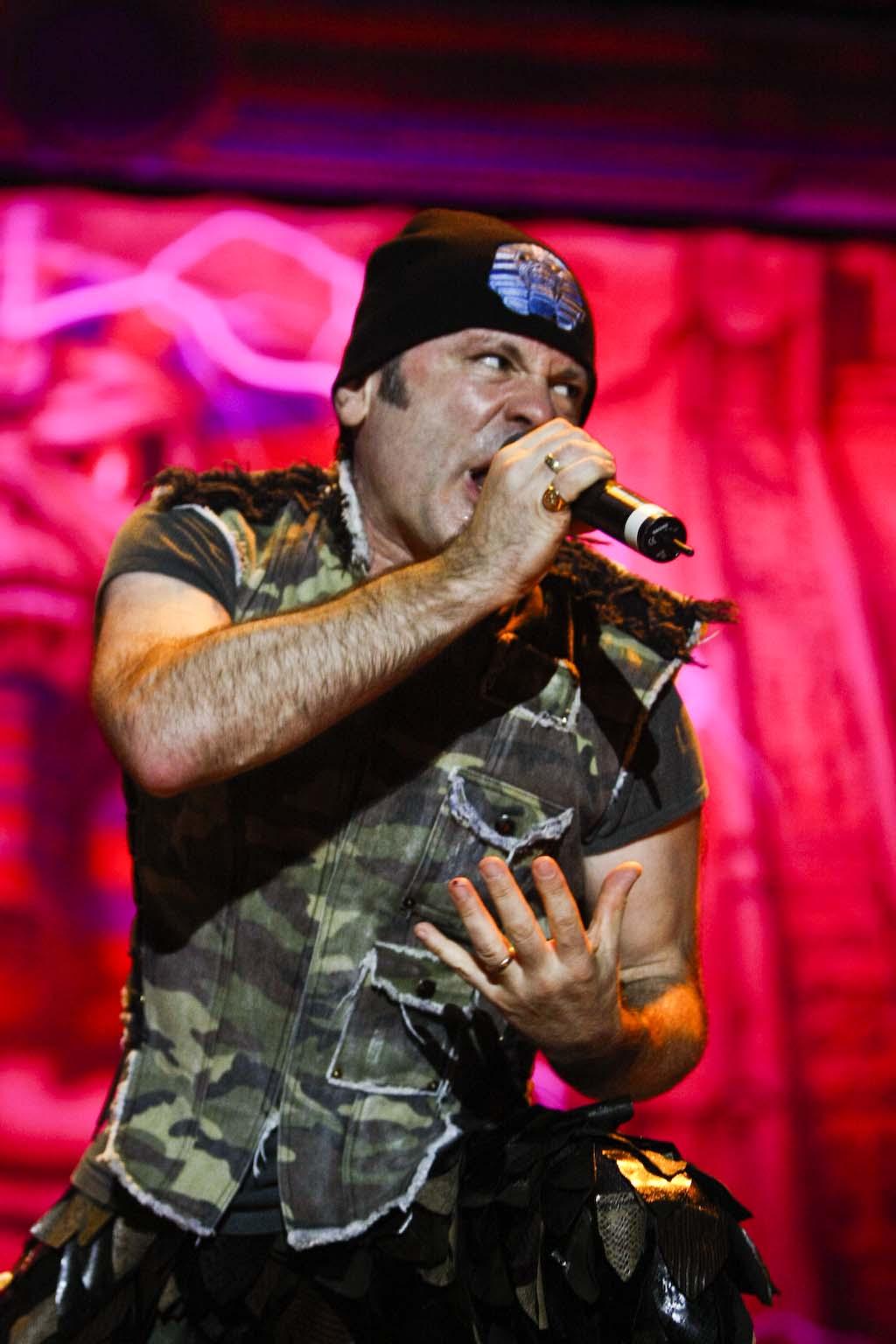
Bruce Dickinson cântând în cadrul turneului Somewhere Back in Time World Tour, Costa Rica, 26 februarie 2008

Bruce Dickinson (n. 7 august 1958, Worksop, Anglia) este un muzician englez, cel mai bine cunoscut ca fiind solistul vocal al faimoasei formații britanice de heavy metal, Iron Maiden. Este cunoscut și pentru cariera sa solo, fiind de asemenea și scriitor, scrimer, pilot de avion, prezentator radio/TV.

## Viața
Din timpul școlii, Bruce este pasionat de muzica rock, fiind un mare fan al formației Deep Purple.
Studiază istoria la Universitatea din Londra. În timpul facultății cântă în mai multe trupe, precum Styx, Speed sau Shots, dar imediat după licență, în 1979, devine vocalul trupei Samson (membră activă a curentului NWOBHM alături de Iron Maiden, Saxon sau Def Leppard). Cu Samson el va înregistra trei albume de studio până în 1982, când se alătură trupei Iron Maiden.
În 1992, el renunță la Iron Maiden pentru a se dedica carierei solo, dar revine în formație în 1999, împreună cu chitaristul Adrian Smith.
Bruce Dickinson a practicat scrima, fiind, la un moment dat, considerat al șaptelea cel mai bun scrimer din Marea Britanie.

Este și pilot al unui Boeing 757 la compania aeriană britanică Astraeus. A fost prezentatorul unei serii TV de 5 părți despre aviație, numită „Flying Heavy Metal”, difuzată pe canalul Discovery Channel. Ultima emisiune TV prezentată de Bruce a fost una despre combustia spontană. El este și prezentatorul emisiunii de rock de sâmbătă seara de la postul de radio „BBC 6 Music”.
În afară de a fi solist vocal, Bruce Dickinson este și un chitarist și baterist talentat.
Bruce are trei copii din al doilea mariaj al său, cu Paddy.

## Discografie

### Speed
- Man In The Street (1980)

### Samson
- Survivors (1979)
- Head On (1980)
- Shock Tactics (1981)
- Live at Reading 1981 (1990)

### Iron Maiden
- The Number of the Beast (1982)
- Piece of Mind (1983)
- Powerslave (1984)
- Live After Death (Live, 1985)
- Somewhere in Time (1986)
- Seventh Son of a Seventh Son (1988)
- No Prayer for the Dying (1990)
- Fear of the Dark (1992)
- A Real Live One (Live, 1993)
- A Real Dead One (Live, 1993)
- Live at Donington (Live, 1993)
- Brave New World (2000)
- Rock in Rio (Live, 2002)
- Dance of Death (2003)
- Death on the Road (Live, 2005)
- A Matter of Life and Death (2006)
- The Final Frontier (2010)
- The Book of Souls (2015)
- Senjutsu (2021)

### Bruce Dickinson
- Tattooed Millionaire (1990)
- Balls to Picasso (1994)
- Alive in Studio A (1995)
- Skunkworks (1996)
- Accident of Birth (1997)
- The Chemical Wedding (1998)
- Scream for Me Brazil (1999)
- The Best of Bruce Dickinson (2001)
- Tyranny of Souls (2005)
- The Mandrake Project (2024)